# Iphiaulax permutans
Iphiaulax permutans är en stekelart som beskrevs av Turner 1917. Iphiaulax permutans ingår i släktet Iphiaulax och familjen bracksteklar. Inga underarter finns listade i Catalogue of Life.